# Celuloza mikrokrystaliczna
Celuloza mikrokrystaliczna (E 460 I) – substancja wypełniająca, stosowana w gastronomii.

## Właściwości fizyko-chemiczne
- Drobny biały, lub szarawy krystaliczny sypki proszek
- Bez zapachu
- Nierozpuszczalna w wodzie, etanolu, rozcieńczonych kwasach
- Łatwo ulega biodegradacji
- Farmakologicznie nieaktywna, nie wywołuje uczuleń

## Sposób otrzymywania
Oczyszczoną, częściowo zdepolimeryzowaną celulozę otrzymuje się przez chemiczną obróbkę alfacelulozy, otrzymanej z pulpy włóknistego surowca roślinnego.

## Zastosowanie
Obecnie wypiera w nowoczesnych technologiach tradycyjne środki wypełniające, takie jak skrobia czy laktoza i służy właśnie jako wypełniacz w żywności o obniżonej zawartości tłuszczu, wzmacnia strukturę. Przeciwdziała zbrylaniu i zlepianiu się cząsteczek, jest nośnikiem wody i oleju. Zapobiega zlewaniu się cząsteczek tłuszczu i stabilizuje emulsje (np. kremy, pianki). Zapobiega krystalizacji w produktach mrożonych i odmrażanych (np. lody)

## Przechowywanie
Należy przechowywać w opakowaniach chroniących przed wilgocią oraz składować w suchych pomieszczeniach.